# Fagot
El fagot és un instrument musical de la família dels instruments de vent de fusta, que es toca en els registres de tenor i baix. Està compost per sis peces i normalment està fet de fusta. És conegut pel seu color tonal distintiu, la seva àmplia gamma, la seva versatilitat i el seu virtuosisme. És un instrument no transpositor i normalment la seva música s'escriu en clau de fa i tenor, i de vegades en clau de sol. Hi ha dues formes de fagot modern: els sistemes Buffet (o francès) i Heckel (o alemany). Normalment es toca assegut amb una corretja al seient, però es pot tocar dret si l'intèrpret té un arnès per subjectar l'instrument. El so es produeix fent rodar els dos llavis sobre la canya i bufant per a fer una pressió d'aire directa que fa vibrar la canya. El seu sistema de digitació pot ser força complex en comparació amb el d'altres instruments. Apareixent en la seva forma moderna al segle XIX, el fagot apareix en un lloc prominent de la literatura orquestral, de banda simfònica i de música de cambra, i ocasionalment també s'escolta en entorns de pop, rock i jazz. Qui toca un fagot s'anomena fagotista.

## Registre
El registre del fagot comença a Si ♭ 1 (el primer per sota del pentagrama en clau de fa ) i s'estén cap amunt tres octaves, aproximadament fins al Sol per sobre del pentagrama de sol (Sol 5 ). Tanmateix, la majoria d'escrits per a fagot rarament requereixen notes per sobre de Do 5 o Re 5 ; fins i tot el solo inicial de Stravinski a La consagració de la primavera només ascendeix a Re 5. Les notes més altes que que les esmentades són possibles, però poques vegades s'escriuen, ja que són difícils de produir (sovint requereixen característiques específiques de disseny de canya per garantir la fiabilitat), i en qualsevol cas són força homogènies en timbre a les mateixes altures del corn anglès, que les pot produir amb relativa facilitat. El fagot francès té més facilitat en el registre extrem agut, i per tant és més probable que el repertori escrit específicament per aquest instrument inclogui notes molt altes, tot i que el repertori per al sistema francès es pot executar en el sistema alemany sense alteracions i viceversa.
L'extens registre agut del fagot i el seu paper freqüent com a tenor líric han fet que la clau de tenor s'utilitzi molt habitualment en la literatura després del Barroc, en part per evitar l'excés de línies de major nota, i, a partir del segle XX, la clau de sol també es veu per raons similars.
| Part de fagot                                                                       |
|                                                                                     |
| De la Simfonia núm. 4 de Beethoven, 1r movement                                     |
|                                                                                     |
| Solo de fagot                                                                       |
|                                                                                     |
| De la Xekherazada de Rimsky-Korsakov                                                |
|                                                                                     |
| Tu pauperum refugium                                                                |
|                                                                                     |
| Composició per a quatre fagots dirigit per Josquin des Prez, "Magnus es tu, Domine" |
|                                                                                     |

Com altres instruments de vent fusta, la nota més greu és fixa, però La 1 és possible amb una extensió especial de l'instrument.
Tot i que les notes dels forats tonals principals són una quinta perfecta més baixa que altres instruments de vent-fusta occidentals no transpositors (efectivament una octava per sota de la trompa anglès ), el fagot no és transpositor, és a dir, les notes que sonen coincideixen amb l'afinació escrita.

## Història

### Precedents
Els historiadors de la música generalment consideren el baixó com a precursor del fagot modern,  ja que els dos instruments comparteixen moltes característiques: una doble canya ajustada a un corb metàl·lic, forats de to perforats obliquament i un forat cònic que es doblega sobre si mateix. Els orígens del baixó són obscurs, però a mitjan segle XVI estava disponible en fins a vuit mides diferents, des del soprano fins al gran baix. La seva funció principal sembla haver estat proporcionar el baix a la banda de vent típica de l'època, ja fos fort (xeremia) o suau (flautes dolces), cosa que indica una notable capacitat per variar la dinàmica segons les necessitats. Per altra banda, la tècnica del baixó era força primitiva, amb vuit forats per als dits i dues claus, cosa que indica que només podia tocar en un nombre limitat d'armadures.
Proves circumstancials indiquen que el fagot barroc era un instrument de nova invenció, més que no pas una simple modificació de l'antic baixó. El baixó no va ser substituit immediatament, sinó que va continuar sent utilitzat fins ben entrat el segle XVIII per Bach i altres; i, presumiblement per raons d'intercanviabilitat. L'home més probablement responsable del desenvolupament del veritable fagot va ser Martin Hotteterre ( d.1712), que també podria haver inventat la flauta travessera de tres peces i l' hautbois (oboè barroc) . Alguns historiadors creuen que en algun moment de la dècada de 1650, Hotteterre va concebre el fagot en quatre seccions (campana, articulació de baix, bota i articulació d'ala), una disposició que permetia una major precisió en el mecanitzat del forat en comparació amb la dulciana d'una sola peça. També va ampliar el compàs fins a Si ♭ afegint dues claus. Una visió alternativa sosté que Hotteterre va ser un dels diversos artesans responsables del desenvolupament del fagot primerenc. Hi podrien participar també altres membres de la família Hotteterre, així com altres fabricants francesos actius al mateix temps. No es conserva cap fagot francès original d'aquest període, però si ho fes, probablement s'assemblaria als primers fagots existents de Johann Christoph Denner i Richard Haka de la dècada de 1680. Cap al 1700, es va afegir una quarta tonalitat ( Sol♯ ), i va ser per a aquest tipus d'instrument que compositors com Antonio Vivaldi, Bach i Georg Philipp Telemann van escriure la seva exigent música. Una cinquena tonalitat, per al Mi ♭ greu, es va afegir durant la primera meitat del segle XVIII. Entre els fabricants notables del fagot barroc de 4 i 5 tecles hi ha J.H. Eichentopf ( c. 1678–1769 ), J. Poerschmann (1680–1757), Thomas Stanesby Jr. (1668–1734), GH Scherer (1703–1778) i Prudent Thieriot (1732–1786).

### Seglesxvi-xvii
Ja és descrit sovint als tractats teòrics dels segles xvi i xvii, ja sigui citat com a dolçaina o com a fagot. Així, Lodovico Zacconi (Prattica di musica, 1596-1619), Pietro Cerone (El Melopeo y maestro 1613), Michael Praetorius (Syntagma musicum, 1615-1619) i Marin Mersenne (Harmonie Universelle, 1636-1637) es van interessar per a aquest greu instrument, en especial Mersenne, que recull en la seva obra un fagot bastant evolucionat i ja equipat amb tres claus. Cap al 1620 apareix un altre membre de la família, un instrument més greu anomenat contrafagot, que pot sonar una octava més baixa.
El fagot, que inicialment va rebre a Espanya el nom de baixó per analogia amb aquest instrument que substituïa, es va consolidar durant els segles xvii i xviii. Inicialment es feia servir en la música religiosa, en la qual reforçava les veus dels cantors, però més tard es va fer servir en altres àmbits musicals. Les obres de Castelli (1621), Biagio Marini (1626), Selma i Salaverde (1638), Valentini (1639) i Bertali (1645) testifiquen l'interès dels músics de l'època, com també ho va fer Heinrich Schütz, que en la seva Simphoniae sacrae (1629) li va donar un tracte particular.

### Seglexviii
Durant el segle xviii va seguir evolucionant fins a consolidar-se com un instrument orquestral i com un dels escollits en els concerts per a solista; n'hi ha prou en recordar el gran nombre de concerts que Vivaldi va compondre per a fagot. Més endavant el seu timbre profund i ombrívol va ser protagonista dels excel·lents concerts compostos per Mozart i Weber. També cal destacar el concert que compongué el Pare Anselm Viola (1738-1798), monjo del Monestir de Montserrat, conegut tant per les seves obres com pel fet d'haver estat mestre de Ferran Sors, i el concert per a dos fagots i orquestra que deixà escrit Carles Baguer. Ambdues obres -juntament amb altres notícies- semblen testimoniar l'estima que es tenia pel fagot com a instrument solista a Catalunya al pas del segle xviii i cap al segle xix.
La forma de l'instrument es va mantenir sense massa canvis fins a mitjan segle xviii. Posteriorment va evolucionar d'una manera considerable. El fagot construït per Brujin cap al 1730 tenia quatre claus; aquesta data és qüestionada per altres autors que opinen que l'exemplar de Brujin data de 1751. El 1760 l'artesà anglès Kusder li va afegir una clau més, i el nombre de claus es va incrementar de manera paral·lela al seu desenvolupament.

### Seglexix
A començaments del segle xix el fagot destacava per la nitidesa del so i un ample registre. Les característiques amb què avui coneixem l'instrument són conseqüència bàsicament de les aportacions dutes a terme entre 1820 i 1830 per Jean Nicolas Savary, les millores del qual es van veure reforçades per la incorporació del sistema de claus de Theobald Böhm, que l'artesà Triebert va adaptar al fagot l'any 1855. Culminant el desenvolupament de l'instrument cal destacar l'aportació del cèlebre constructor Johann Adam Hecker (1812-1877), que va introduir diverses solucions tècniques que va publicar en un tractat, editat el 1899.

## Descripció de l'instrument

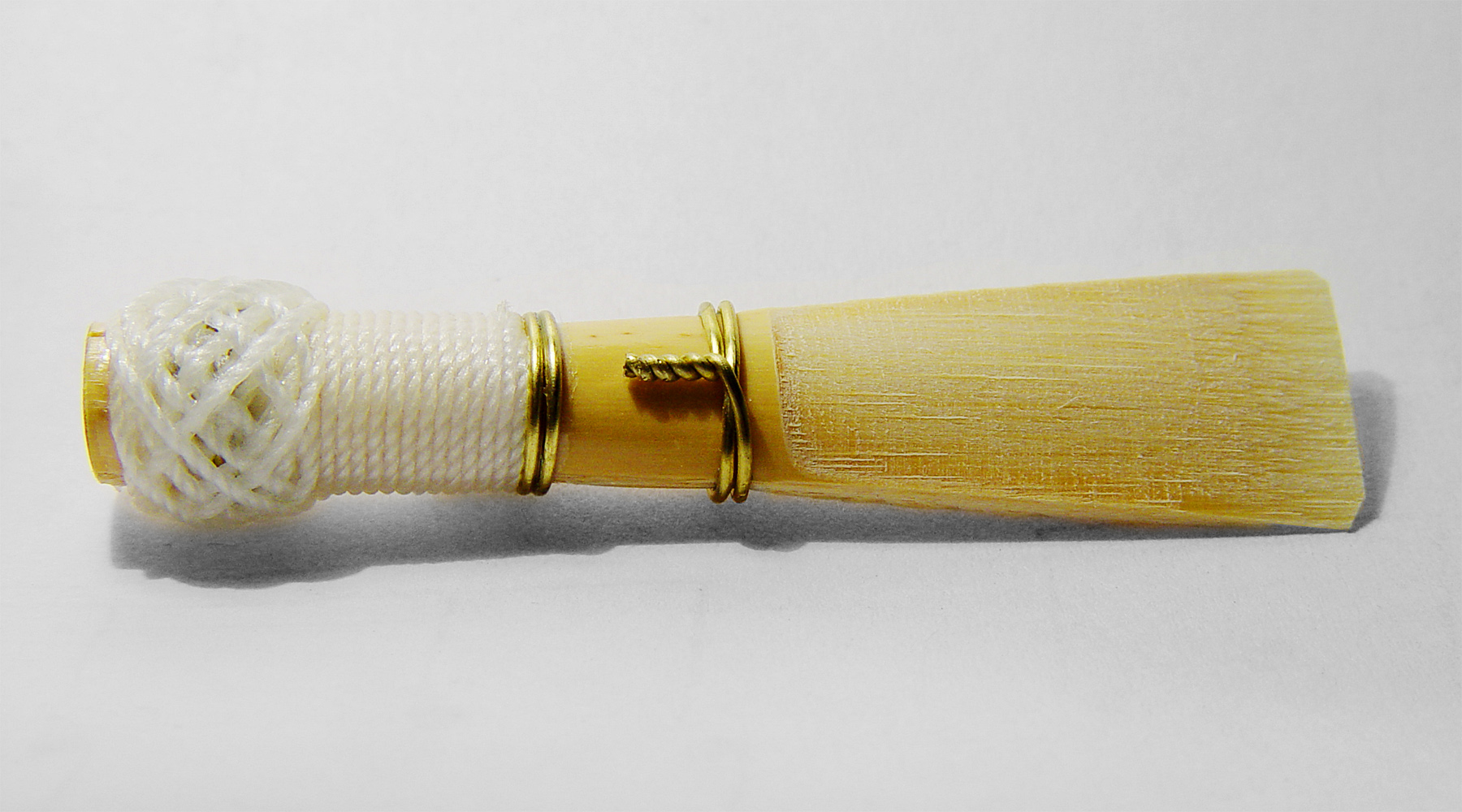
Canya sonora de l'instrument.

| Les parts de l'instrument: - tudell - cèrcol d'unió - campana - cos central - suport del polze - topall inferior - secció final |

## Fagotistes famosos

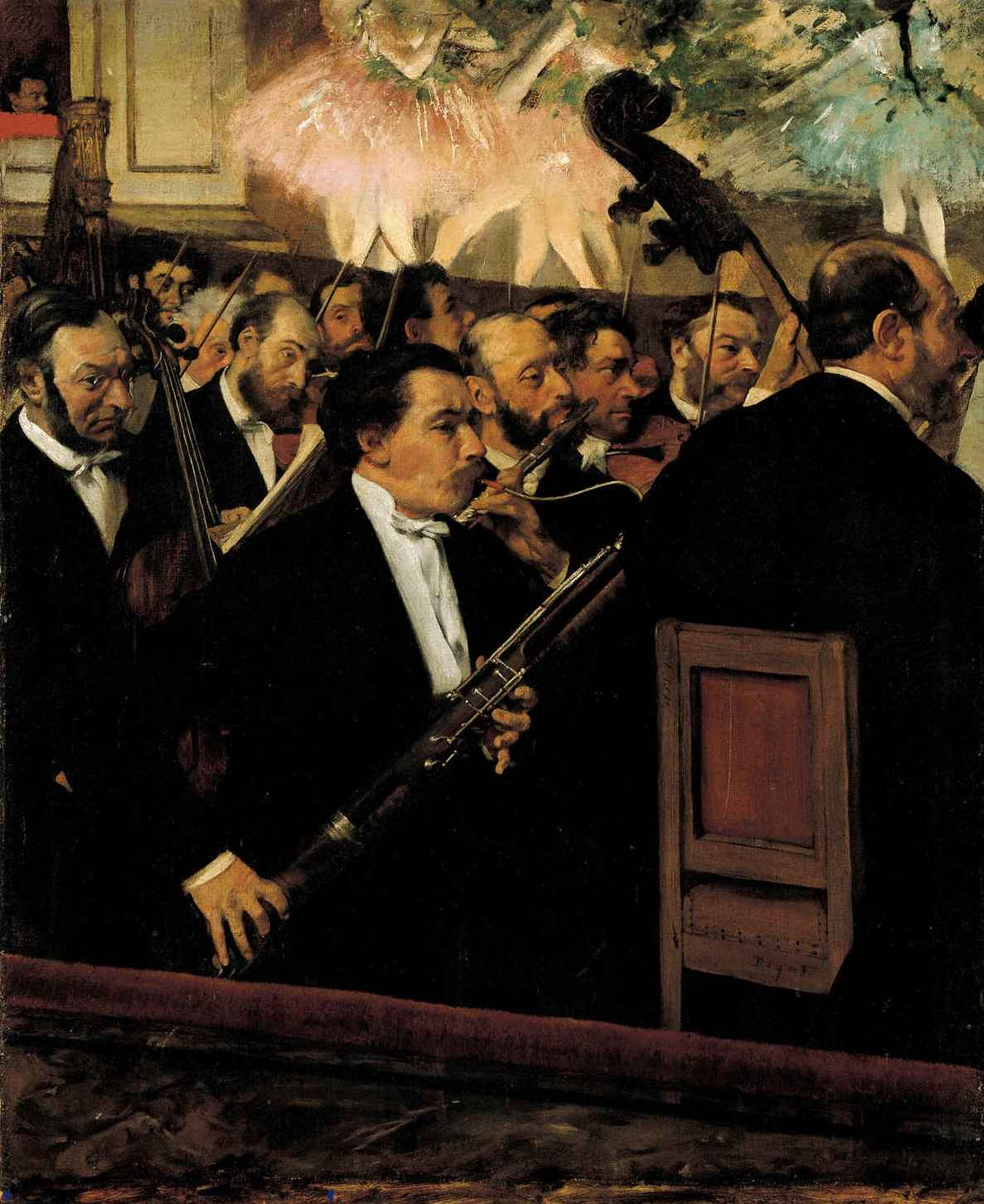
Edgar Degas: L'Orchestre de l'Opéra

- Désiré-Hippolyte Dihau del qual hi ha un quadre de Degas de 1870.
- Barón von Duernitz. per al qual Mozart va compondre el Concert per a fagot.
- Georg Friedrich Brandt.
- Hugo Burghauser.
- Étienne Ozi (1754–1813): fagotista, compositor, pedagog
- Carl Almenräder (1786–1843): dissenyador d'instruments, fagotista i compositor
- Louis Marie Eugène Jancourt (1815–1900): dissenyador d'instruments, fagotista, compositor i pedagog.
- Julius Weissenborn (1837-1888):fagotista, compositor i pedagog.
- Archie Camden (1888–1979): fagotista i pedagog.
- Simon Kovar (1890–1970): fagotista, pedagog i arrenjador.
- Sol Israel Schoenbach (1915–1999): fagotista i pedagog.
- Leonard Sharrow (1915–2004): fagotista i pedagog.
- Maurice Allard (1923): fagotista i arranjador.
- Sherman Abbott Walt (1923-1989): fagotista, pedagog, solista de la Boston Symphony Orchestra entre 1953 i 1989.
- Mordechai Rechtman (1925–): fagotista, pedagog, arranjador i director. Solista de la Israel Philharmonic durant 45 anys.
- Bernard Garfield (1928–): fagotista, pedagog, solista de la Philadelphia Orchestra de 1957–2000.
- William Waterhouse (1931–): pedagog, fagotista a la Royal Northern College of Music
- Walter Ritchie (1936–): pedagog, fagotista a Los Angeles Philharmonic Orchestra
- Milan Turkovic
- Klaus Thunemann
- György Lakatos

## Audicions
| Exemples de tècnica de l'instrument: |
| - Rang sonor - Tons del sib - Escala cromàtica - Articulacions - Dinàmiques - Arpegis - Distintes embocadures - Canya sola - Flutter amb la llengua |
| Col·lecció d'exemples de rangs i tècniques del fagot.                                                                                               |

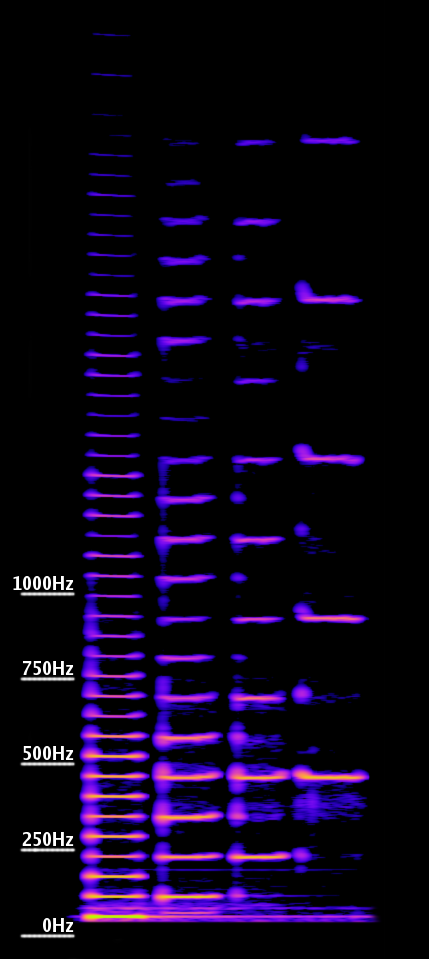
A espectrograma del do en 4 octaves.

| Solos: - Fragment de fagot la 4a simfonia de Beethoven - Scheherezade de Rimski-Kórsakov                                                            |
| Música d'Ensemble: - Tu Pauperum Refugium |

## Obres per a fagot

### Barroc
- Antonio Vivaldi va compondre 37 concerts per a fagot

### Classicisme
- Johann Christian Bach, Concert per a fagot en Sib M, Concert per a fagot en Mib M
- Johann Nepomuk Hummel, Concert de fagot en Fa M, W75
- Wolfgang Amadeus Mozart, Concert per fagot en Sib M, K191
- Anselm Viola, Concert per a baixó i orquestra en Fa M
- Carles Baguer,concert per a dos fagots i orquestra en Fa M.

### Romanticisme
- Carl Maria von Weber, Andante e rondo ungarese en do menor, op. 35 / Concert per a fagot en Fa M, op. 75

### Contemporània
- Hindemith, Sonata per a fagot i piano (1938)
- Richard Strauss, Concertino per a clarinet i fagot (1948)
- Luciano Berio, Sequenza XII per a fagot (1995)
- John Williams, Five Sacred Trees: Concert per a fagot i orquestra (1997)

### Fragments de música destacats
- Paul Dukas: L'aprenent de bruixot (obra que apareix a les pel·lícules dels estudis Walt Disney Fantasia i Fantasia 2000)
- Edvard Grieg: A la cova del rei de la muntanya, fragment de Peer Gynt
- Serguei Prokófiev: Pere i el llop (el tema de l'avi)
- Ígor Stravinski: La consagració de la primavera (comença amb un famós solo de fagot de notes molt agudes), L'ocell de foc
- Maurice Ravel: Rapsòdia espanyola, Boléro
- Hector Berlioz: Symphonie fantastique
- Béla Bartók: Concert per a orquestra (al segon moviment diversos instrument de vent, entre ells els fagots, toquen en parelles)